# Triple oppression
La théorie de la triple oppression est une théorie développée aux États-Unis, par des socialistes afro-américains tels que Claudia Jones. Cette théorie postule qu'il existe un lien entre trois types d'oppression, à savoir le classisme (l'oppression économique), le racisme et le sexisme ; ces trois types d'oppression doivent être combattues conjointement car combattre l'une d'entre elles sans s'attaquer aux deux autres revient à les renforcer.
Dans la littérature, cette théorie est aussi appelée Jane Crow (en référence aux lois de ségrégation raciale Jim Crow) ou théorie de la triple exploitation.

## Histoire
Dès le XIXe siècle, des femmes afro-américaines ont réfléchi à l'oppression spécifique qu'elles subissaient en raison de leur genre et de leur assignation raciale. En particulier, elles s'opposaient à ce que le droit de vote ne soit octroyé qu'aux hommes.
La célèbre abolitionniste Sojourner Truth s'est ainsi opposée à l'adoption du quinzième amendement, arguant que davantage de pouvoir octroyé aux hommes reviendrait à accroître l'oppression subie par les femmes noires. Dans un discours de 1867, elle a expliqué : "(....) Si les hommes de couleur obtiennent leurs droits, et que les femmes de couleur n'obtiennent pas les leurs, vous verrez les hommes de couleurs devenir les maîtres des femmes, et les choses seront aussi mauvaises qu'elles l'étaient avant (p.61)." De même, la suffragette Elizabeth Cady Stanton dénonçait la "triple servitude" (triple bondage) à laquelle seraient asservies les femmes de couleur si elles ne recevaient pas le droit de vote en même temps que les hommes de couleur.
Selon Eric McDuffie, le concept de "triple exploitation" a été créé dans les années 1930 par la militante communiste Louise Thompson Patterson pour décrire les oppressions relatives à la classe sociale, la race et le genre subies par les femmes noires.

## Sociologie
Pierre Bourdieu reprend dans son livre la domination masculine, le concept de double ou triple oppression en s'appuyant sur le livre de la sociologue Judith Rollins « Between Women.Domestics and Their Employers », dont un article de synthèse a été publié en français dans la revue actes de la recherche en sciences sociales en 1990.